# Associazione Calcio Milan 1949-1950
Questa voce raccoglie le informazioni riguardanti l'Associazione Calcio Milan nelle competizioni ufficiali della stagione 1949-1950.

## Stagione

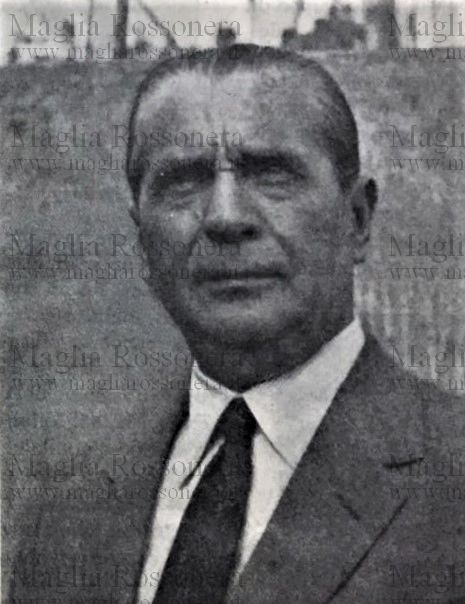
Umberto Trabattoni, presidente del Milan dal 1945 al 1954 e artefice del nuovo corso dei rossoneri

Per la stagione 1949-50 vengono acquistati, grazie all'abilità del presidente Umberto Trabattoni, i campioni olimpici svedesi Nils Liedholm e Gunnar Gren, che si aggiungono a Gunnar Nordahl, già in rossonero dal gennaio 1949: si forma così il trio d'attacco svedese che viene ribattezzato Gre-No-Li, dalla contrazione delle iniziali dei tre giocatori. Tra gli altri acquisti, c'è quello del portiere Lorenzo Buffon. In questa stagione il Milan gioca le gare casalinghe anche all'Arena Civica: a San Siro disputa gli incontri dove ci si aspettava l'arrivo di molti spettatori.
Questa è una stagione di svolta per il Milan: da società che fa fatica a stare al passo con i tempi e che non ha completato la trasformazione da società dilettantistica a società moderna, i rossoneri colmano il gap con le altre squadre e sono pronti per rivincere lo scudetto, che manca dalle bacheche del Milan da più di 40 anni. Ai rossoneri, nei decenni precedenti, mancava infatti quella maturità che avrebbe evitato molte sconfitte con le società minori, a fronte di ottimi risultati con le squadre più blasonate: questa contraddizione ha poi impedito al Milan di vincere il titolo nazionale per decenni.

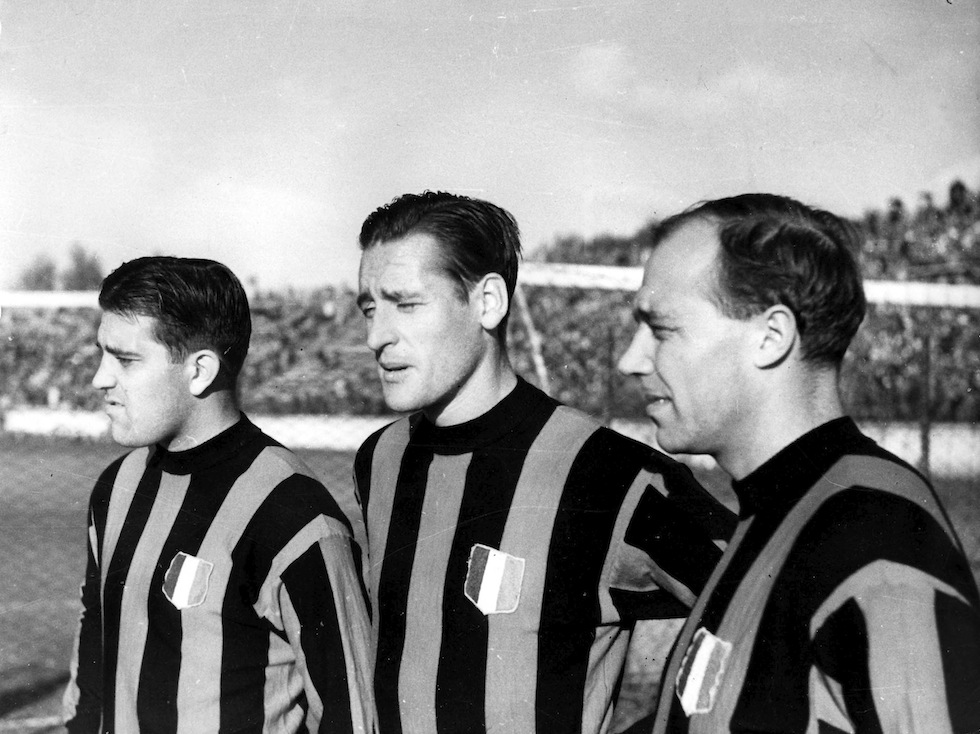
Da sinistra: lo svedese Gunnar Nordahl insieme ai neoacquisti e connazionali Nils Liedholm e Gunnar Gren, ovvero il trio Gre-No-Li del Milan, nato in questa stagione.

Grazie a questo cambiamento di rotta, e ai successi che sarebbero arrivati, nel corso dei decenni seguenti, il numero dei tifosi rossoneri si moltiplicherà, travalicando i confini lombardi e assumendo una dimensione nazionale. Altro cambiamento importante di questo periodo è nella filosofia di gioco: da squadra operaia e corsara che si basa molto sulla forza fisica, il Milan diventa depositario di una tradizione che predilige l'organizzazione di squadra e il bel gioco.
Nella Serie A 1949-1950, primo torneo dopo la tragedia di Superga, viene stabilito il record del Milan per quanto riguarda il maggior numero di reti segnate in un campionato: 118. In questa stagione, il 5 febbraio 1950, il Milan batte per 7-1 la Juventus sul suo campo, in quella che è la prima gara italiana trasmessa in TV.. Questo risultato consente al Milan guidato da Lajos Czeizler di portarsi a un punto dalla Juventus capolista: ciò però non è sufficiente per aggiudicarsi il titolo nazionale. I Diavoli chiudono infatti poi secondi a 5 lunghezze dai bianconeri. Nordahl vince il suo primo titolo di capocannoniere in virtù delle 35 reti segnate.
Nel 1949 il Milan trasferisce la sua sede dal "Telegrafo Calciomilano" di via Del Lauro 4 a corso Venezia 36.

## Divise
| Casa | Trasferta |

## Organigramma societario
Area direttiva
- Presidente: Umberto Trabattoni
- Vice presidenti: Mario Mauprivez e Antonio De Dionigi
- Segretario: Giannino Giannotti

Area tecnica
- Allenatore: Lajos Czeizler
- Direttore tecnico: Antonio Busini
- Massaggiatore: Guglielmo Zanella

## Rosa
| N. |                   | Ruolo | Calciatore                      |
| -- | ----------------- | ----- | ------------------------------- |
|    | Italia (bandiera) | P     | Ezio Bardelli                   |
|    | Italia (bandiera) | P     | Lorenzo Buffon                  |
|    | Italia (bandiera) | P     | Efrem Milanese                  |
|    | Italia (bandiera) | D     | Carlo Belloni                   |
|    | Italia (bandiera) | D     | Andrea Bonomi (capitano)        |
|    | Italia (bandiera) | D     | Mario Foglia                    |
|    | Italia (bandiera) | D     | Giosuè Sanvito                  |
|    | Italia (bandiera) | C     | Carlo Annovazzi (vice capitano) |
|    | Italia (bandiera) | C     | Benigno De Grandi               |

| N. |                   | Ruolo | Calciatore           |
| -- | ----------------- | ----- | -------------------- |
|    | Svezia (bandiera) | C     | Nils Liedholm        |
|    | Italia (bandiera) | C     | Omero Tognon         |
|    | Italia (bandiera) | A     | Renzo Burini         |
|    | Italia (bandiera) | A     | Enrico Candiani      |
|    | Italia (bandiera) | A     | Franco De Gregori    |
|    | Svezia (bandiera) | A     | Gunnar Gren          |
|    | Svezia (bandiera) | A     | Gunnar Nordahl       |
|    | Italia (bandiera) | A     | Giuseppe Rinaldi     |
|    | Italia (bandiera) | A     | Aurelio Santagostino |

## Calciomercato
| Acquisti | Acquisti          | Acquisti       | Acquisti |
| R.       | Nome              | da             | Modalità |
| -------- | ----------------- | -------------- | -------- |
| D        | Pietro Bettoli    | Rimini         | -        |
| P        | Lorenzo Buffon    | Portogruaro    | -        |
| A        | Enrico Candiani   | Pro Patria     | -        |
| C        | Benigno De Grandi | Seregno        | -        |
| A        | Fabio Frugali     | Alessandria    | -        |
| A        | Gunnar Gren       | IFK Göteborg   | -        |
| C        | Nils Liedholm     | IFK Norrköping | -        |
| A        | Giuseppe Rinaldi  | Pescara        | -        |
| D        | Giosuè Sanvito    | Pro Sesto      | -        |

| Cessioni | Cessioni               | Cessioni        | Cessioni |
| R.       | Nome                   | a               | Modalità |
| -------- | ---------------------- | --------------- | -------- |
| C        | Giuseppe Antonini      | Reggiana        | -        |
| A        | Aleksandar Aranđelović | Padova          | -        |
| D        | Osvaldo Biancardi      | Empoli          | -        |
| A        | Riccardo Carapellese   | Torino          | -        |
| A        | Pietro Degano          | Venezia         | -        |
| D        | Edy Gratton            | Sampdoria       | -        |
| D        | Lino Grava             | Vittorio Veneto | -        |
| C        | Albert Guðmundsson     | RC France       | -        |
| C        | Michele Manenti        | Modena          | -        |
| A        | Elio Onorato           | Torino          | -        |
| A        | Héctor Puricelli       | Legnano         | -        |
| C        | Paddy Sloan            | Udinese         | -        |
| C        | Gianni Toppan          | Lucchese        | -        |

## Risultati

### Serie A

#### Girone di andata
| Arbitro: | Silvano (Torino) |

|             |           |                                     |
| Baldini 27’ | Marcatori | 23’ Burini 37’ Liedholm 79’ Rinaldi |

| Arbitro: | Tassini (Verona) |

|              |           |             |
| Liedholm 89’ | Marcatori | 90’ Lipizer |

| Arbitro: | Pera (Firenze) |

|           |           |                                         |
| Golob 18’ | Marcatori | 30’, 48’ Gren 60’ Annovazzi 62’ Nordahl |

| Arbitro: | Dattilo (Roma) |

|  |           |             |
|  | Marcatori | 51’ Martino |

| Arbitro: | Bernardi (Bologna) |

|                       |           |                                  |
| Toros 16’ Pernigo 38’ | Marcatori | 26’, 64’ Burini 70’, 72’ Nordahl |

| Arbitro: | Longagnani (Modena) |

|                                                   |           |             |
| Nordahl 8’ Rinaldi 17’ Gren 31’ (rig.) Burini 83’ | Marcatori | 57’ Di Maso |

| Milano 20 ottobre 1949 7ª giornata | Milan                  | 0 – 0 | Lazio | Arena Civica (18 000 spett.)\| Arbitro: \| Poggipollini (Ferrara) \| |
| Arbitro:                           | Poggipollini (Ferrara) |       |       |                                                                      |

| Arbitro: | Bellè (Venezia) |

|                                               |           |                         |
| Bengtsson 11’ Hjalmarsson 36’ Carapellese 73’ | Marcatori | 42’ Rinaldi 63’ Nordahl |

| Arbitro: | Pieri (Trieste) |

|                       |           |              |
| Liedholm 48’ Gren 72’ | Marcatori | 42’ Sørensen |

| Arbitro: | Orlandini (Roma) |

|                                                        |           |                                                        |
| Nyers 10’, 40’ (rig.) Amadei 39’, 50’, 64’ Lorenzi 58’ | Marcatori | 1’, 7’ Candiani 14’ Nordahl 19’ Liedholm 59’ Annovazzi |

| Arbitro: | Silvano (Torino) |

|                          |           |  |
| Nordahl 16’ Liedholm 17’ | Marcatori |  |

| Arbitro: | Gemini (Roma) |

|                                              |           |                |
| Santagostino 10’ Nordahl 25’, 47’ Burini 58’ | Marcatori | 20’ Pandolfini |

| Arbitro: | Pera (Firenze) |

|           |           |                               |
| Pombia 8’ | Marcatori | 44’, 81’ Candiani 73’ Nordahl |

| Arbitro: | Gemini (Roma) |

|                                                   |           |  |
| Nordahl 6’, 87’ Gren 48’ (rig.), 64’ Liedholm 68’ | Marcatori |  |

| Arbitro: | Pieri (Trieste) |

|  |           |           |
|  | Marcatori | 9’ Burini |

| Arbitro: | Scotto (Savona) |

|                                                                                  |           |               |
| Burini 2’, 71’ Liedholm 11’, 79’ Santagostino 17’, 25’, 42’, 90’ Gren 33’ (rig.) | Marcatori | 66’ Stradella |

| Arbitro: | Galeati (Bologna) |

|                                      |           |                     |
| Gren 52’, 68’ Nordahl 56’ Burini 81’ | Marcatori | 70’, 88’ Checchetti |

| Trieste 1º gennaio 1950 18ª giornata | Triestina     | 0 – 0 | Milan | Stadio Comunale (15 000 spett.)\| Arbitro: \| Gemini (Roma) \| |
| Arbitro:                             | Gemini (Roma) |       |       |                                                                |

| Arbitro: | Gamba (Napoli) |

|                 |           |  |
| Tontodonati 44’ | Marcatori |  |

#### Girone di ritorno
| Arbitro: | Tassini (Verona) |

|                                                |           |              |
| Candiani 13’ Liedholm 24’, 50’ Burini 76’, 80’ | Marcatori | 29’ Bassetto |

| Arbitro: | Bellè (Venezia) |

|           |           |                                       |
| Dossi 69’ | Marcatori | 3’, 36’, 81’ Nordahl 27’ Renzo Burini |

| Arbitro: | Dattilo (Roma) |

|                       |           |  |
| Liedholm 44’ Gren 61’ | Marcatori |  |

| Arbitro: | Galeati (Bologna) |

|            |           |                                                                     |
| Hansen 12’ | Marcatori | 15’, 26’, 49’ Nordahl 23’ Gren 24’ Liedholm 70’ Burini 84’ Candiani |

| Arbitro: | Longagnani (Modena) |

|                                                                                     |           |                |
| Gren 6’, 65’ (rig.) Nordahl 10’, 68’ (rig.) Annovazzi 43’ Liedholm 44’ Candiani 73’ | Marcatori | 35’ Turconi II |

| Arbitro: | Pera (Firenze) |

|  |           |               |
|  | Marcatori | 84’ Annovazzi |

| Arbitro: | Pieri (Trieste) |

|                                     |           |                             |
| Magrini 24’ Penzo 36’ Remondini 62’ | Marcatori | 30’ (rig.) Gren 60’ Nordahl |

| Arbitro: | Galeati (Bologna) |

|                                                       |           |  |
| Burini 1’, 36’ Nordahl 6’, 23’, 29’, 43’ Liedholm 90’ | Marcatori |  |

| Arbitro: | Massai (Pisa) |

|                                              |           |                             |
| Sørensen 7’, 21’ Fabbri 14’ Caprile 19’, 69’ | Marcatori | 11’ Nordahl 81’ (rig.) Gren |

| Arbitro: | Bellè (Venezia) |

|                                              |           |             |
| Basso 8’ (aut.) Gren 41’ (rig.) Candiani 89’ | Marcatori | 14’ Lorenzi |

| Arbitro: | Pieri (Trieste) |

|  |           |                     |
|  | Marcatori | 25’ Burini 38’ Gren |

| Arbitro: | Galeati (Bologna) |

|              |           |                                            |
| Sperotto 58’ | Marcatori | 17’ Nordahl 81’ (aut.) Eliani 89’ Liedholm |

| Arbitro: | Dattilo (Roma) |

|                                               |           |  |
| Burini 20’, 87’ Liedholm 45’, 69’ Nordahl 54’ | Marcatori |  |

| Arbitro: | Bernardi (Bologna) |

|            |           |  |
| Koenig 56’ | Marcatori |  |

| Arbitro: | Massai (Pisa) |

|                        |           |  |
| Nordahl 11’ Burini 72’ | Marcatori |  |

| Arbitro: | Pera (Firenze) |

|                       |           |  |
| Sarosi 45’ Fabian 78’ | Marcatori |  |

| Arbitro: | Massai (Pisa) |

|           |           |                          |
| Curti 61’ | Marcatori | 31’ Annovazzi 40’ Burini |

| Arbitro: | Longagnani (Modena) |

|                                                          |           |                          |
| Liedholm 21’ Gren 43’ (rig.) Burini 60’ Nordahl 81’, 90’ | Marcatori | 40’ Petrozzi 83’ Boscolo |

| Arbitro: | Galeati (Bologna) |

|                                                     |           |                               |
| Nordahl 26’, 55’ Liedholm 30’ Rinaldi 56’, 76’, 81’ | Marcatori | 64’ (rig.) Bacci 73’ Lucchesi |

## Statistiche

### Statistiche di squadra
| Competizione | Punti | In casa | In casa | In casa | In casa | In casa | In casa | In trasferta | In trasferta | In trasferta | In trasferta | In trasferta | In trasferta | Totale | Totale | Totale | Totale | Totale | Totale | DR  |
| Competizione | Punti | G       | V       | N       | P       | Gf      | Gs      | G            | V            | N            | P            | Gf           | Gs           | G      | V      | N      | P      | Gf     | Gs     | DR  |
| ------------ | ----- | ------- | ------- | ------- | ------- | ------- | ------- | ------------ | ------------ | ------------ | ------------ | ------------ | ------------ | ------ | ------ | ------ | ------ | ------ | ------ | --- |
| Serie A      | 57    | 19      | 16      | 2       | 1       | 73      | 15      | 19           | 11           | 1            | 7            | 45           | 30           | 38     | 27     | 3      | 8      | 118    | 45     | +73 |

### Statistiche dei giocatori
| Giocatore       | Serie A  | Serie A |
| Giocatore       | Presenze | Reti    |
| --------------- | -------- | ------- |
| C. Annovazzi    | 38       | 5       |
| E. Bardelli     | 13       | -12     |
| C. Belloni      | 25       | 0       |
| A. Bonomi       | 25       | 0       |
| L. Buffon       | 19       | -22     |
| R. Burini       | 35       | 21      |
| E. Candiani     | 22       | 8       |
| B. De Grandi    | 12       | 0       |
| F. De Gregori   | 13       | 0       |
| M. Foglia       | 38       | 0       |
| G. Gren         | 37       | 18      |
| N. Liedholm     | 37       | 18      |
| E. Milanese     | 6        | -11     |
| G. Nordahl      | 37       | 35      |
| G. Rinaldi      | 12       | 6       |
| A. Santagostino | 8        | 5       |
| G. Sanvito      | 3        | 0       |
| O. Tognon       | 38       | 0       |